# Colladonus fasciaticollis
Colladonus fasciaticollis är en insektsart som beskrevs av Carl Stål 1864. Colladonus fasciaticollis ingår i släktet Colladonus och familjen dvärgstritar. Inga underarter finns listade i Catalogue of Life.